# Rockland (Idaho)
Rockland é uma cidade localizada no estado americano de Idaho, no Condado de Power.

## Demografia
Segundo o censo americano de 2000, a sua população era de 316 habitantes.
Em 2006, foi estimada uma população de 330, um aumento de 14 (4.4%).

## Geografia
De acordo com o United States Census Bureau tem uma área de
0,8 km², dos quais 0,8 km² cobertos por terra e 0,0 km² cobertos por água.

## Localidades na vizinhança
O diagrama seguinte representa as localidades num raio de 52 km ao redor de Rockland.